# Hannah Macleod
Hannah Louise Macleod MBE (ur. 9 czerwca 1984 w Bostonie) – brytyjska hokeistka na trawie, grająca na pozycji napastniczki.
Sportem zainteresowała się podczas igrzysk olimpijskich w Barcelonie w 1992 roku, zainspirowana sukcesami brytyjskich lekkoatletów, Linfolda Christiego i Sally Gunnell. Karierę w reprezentacji hokeja na trawie rozpoczęła w 2003 roku. W latach 2007—2015 regularnie zdobywała medale mistrzostw Europy (trzy brązowe, jeden srebrny i jeden złoty), a w roku 2010 została wicemistrzynią świata. Nie znalazła się w kadrze Wielkiej Brytanii na igrzyska olimpijskie w Pekinie, natomiast cztery lata później wywalczyła z koleżankami brąz przed własną publicznością w Londynie. Medal ten został jej skradziony w klubie nocnym w październiku 2012 roku, gdzie wraz z koleżanką z drużyny, Alex Partridge zostawiły swoje kurtki. W przeciwieństwie do Partridge, Macleod odzyskała krążek - został on przesłany anonimowo do siedziby Angielskiej Federacji Hokeja. Ukoronowaniem jej kariery było złoto olimpijskie w Rio de Janeiro. Na koncie ma też medale Champions Trophy czy igrzysk Wspólnoty Narodów.
Jest doktorem fizjologii ćwiczeń na Notthingam Trent University.